# Letschwasser
Das Letschwasser, Kurzform Letsche, auf alten Karten in der Schreibweise Letzschwasser bzw. Letzsche verzeichnet, ist ein ca. 4,1 Kilometer langer Bach in Sachsen. Der Name geht auf das sorbische Wort leska (deutsch „Haselstrauch“) zurück.

## Verlauf
Das Letschwasser entspringt südlich von Lauterbach. Der Bach speist einen Stausee in der Gemarkung Lauterbach und fließt westlich an Langenwolmsdorf vorbei. Kleinere Quelladern des Letschwassers liegen außerdem am Schaf- und Großenberg bei Langenwolmsdorf. Der Bachlauf nach dem Stausee entspricht durch verschiedene bauliche Eingriffe nicht überall dem natürlichen Verlauf. Am südlichen Stadtrand von Stolpen, nahe der Ortslage Zscheppa, fließt das Letschwasser in den Langenwolmsdorfer Bach, der etwa einen Kilometer weiter in die Wesenitz mündet.
Das Letschwasser ist während seines gesamten Verlaufs fast ausschließlich von landwirtschaftlichen Nutzflächen und Wiesen umgeben. Das führt bei starken Niederschlägen dazu, dass das Gewässer große Mengen Wasser aufnehmen muss, da Waldstücke oder andere Abflusshindernisse fehlen. Verstärkt wird diese Situation durch die Hanglage der meisten umliegenden Felder. Diese Umstände, die beim Langenwolmsdorfer Bach ähnlich auftreten, führen dazu, dass das Wasser der beiden Bäche etwa ein Viertel des Hochwasserscheitels der Wesenitz in der Stolpener Altstadt bedingt.

### Stausee
Der Stausee in der Gemarkung Lauterbach dient als Wasserspeicher und wird durch den Anglerverband „Elbflorenz“ Dresden genutzt. Das Absperrbauwerk hat eine Kronenlänge von 103 Metern, das etwa 2,5 Hektar große Gewässer fasst insgesamt 30.000 m³ Wasser.

## Geschichte
In der Oberlausitzer Grenzurkunde von 1241 bildet das Letschwasser (Lezne siccae, etwa „dürre Letsche“) die Grenze zwischen dem Königreich Böhmen und dem Gebiet des Burgwards Göda, der dem Bischof von Meißen gehörte. Im Quellgebiet des Letschwassers wurden 1565 ein Brunnen und eine hölzerne Wasserleitung zur Versorgung der Stadt Stolpen errichtet. Von 1561 bis 1563 errichtete der Freiberger Bergmeister Martin Planer eine Wasserkunst zur Versorgung der Burg Stolpen. Um diese anzutreiben, wurde am Lauf des Letschwassers ein künstlicher Teich, der Letschteich, zur Wasserspeicherung angelegt, später wurde dieser durch einen zweiten Teich am Langenwolmsdorfer Bach ergänzt. Die Wasserkunst wurde sowohl im Dreißigjährigen als auch im Siebenjährigen Krieg schwer beschädigt, die endgültige Zerstörung geschah 1813 durch die Truppen Napoleon Bonapartes. Das Wasserrad einer Schleiferei, die sich im 18. und 19. Jahrhundert am Fuß des Schafberges befand, wurde vom Letschwasser angetrieben. Die Langenwolmsdorfer Schäferei, die in kurfürstlichem bzw. königlichem Besitz für die Zucht von Merinoschafen bekannt war, wurde über Pumpen durch das Letschwasser versorgt.
Der Stausee wurde 1978 angelegt, um die umliegenden Wiesen zu bewässern. Zuvor befanden sich an der Stelle zwei kleine Fischteiche, in denen Karpfen gezüchtet wurden. Da die Wassermenge des angelegten Staubeckens nicht ausreichte, wurde 1982 der Staudamm und damit das Fassungsvermögen des Staubeckens erhöht. Über Pumpenanlagen wurde das Wasser auf die Wiesen und Felder gebracht. Nach der Wende wurde der See nicht weiter zur Bewässerung genutzt. Die Pumpen wurden abgebaut, der See dient seitdem zum Angeln und Baden.

## Sonstiges
Das Katharinenwasser, das nördlich des Stolpener Ortsteils Heeselicht entspringt und in Helmsdorf in die Wesenitz mündet, wird in einigen historischen Aufzeichnungen ebenfalls als Letzschwasser bzw. Leczsche bezeichnet. Archivaufzeichnungen aus dem 16. Jahrhundert benennen das Katharinenwasser als Grüner Letzschpach.
Südlich der jetzigen Stadt Stolpen soll sich bis ins 15. Jahrhundert der Ort Letzsche, direkt am Letschwasser gelegen, befunden haben. Der Ort soll 1429 während der Hussitenkriege zerstört worden sein, die Flurstücke teilten laut der Überlieferung die Einwohner Stolpens unter sich auf.